# René Micha
René Micha (René, Maximilien, Jean, Joseph Micha) est un poète, critique d'art et de littérature, cinéphile et scénariste belge né à Laeken le 2 mars 1913 et mort à Ixelles le 4 juin 1992.

## Biographie
Le grand-père paternel de René, Max Micha, fut échevin libéral de Liège, tandis que Maria Gillissen, sa mère, est originaire de Hasselt. 
Étudiant brillant, il obtient un doctorat en droit et une licence en sciences économiques à l'Université catholique de Louvain.
En 1941 il fonde l'Association des grandes entreprises de distribution (AGED) dont le but était de défendre les intérêts juridiques communs des grands magasins. Il en sera le directeur pendant plusieurs décennies. Aussi, il présida la Fédération européenne des grandes entreprises de distribution. 
Avec Dimitri Balachoff et Henri d'Ursel, il introduisait les films programmés par la Cinémathèque royale de Belgique à  L'écran du séminaire des arts , ancêtre du musée du cinéma de Bruxelles. Administrateur de la Cinémathèque, René Micha a participé à l'organisation des mémorables festivals expérimentaux de Knokke (EXPRMNTL).
Il fut critique dans de nombreuses revues : La Nouvelle Revue française, Le Mercure de France, Le Disque vert, Les Temps modernes, Les Cahiers du Sud, Critique, Les Cahiers du Cinéma, Positif ou L'Arc.
Il fut aussi scénariste de cinéma et adapta et coréalisa en 1969 avec Lucien Deroisy (son ancien camarade d'université et de service militaire) Les Gommes d'Alain Robbe-Grillet. Il a aussi travaillé en 1946 avec Henri Storck à un film sur le peintre Paul Delvaux.
Avec Jacques Ledoux, René Micha a créé le Prix de l’Âge d’or qui récompense un film qui « par l’originalité, la singularité de son propos et de son écriture, s’écarte délibérément des conformismes cinématographiques ».
Il a publié plusieurs livres (dont un sur Pierre-Jean Jouve, dans la collection « Poètes d'aujourd'hui » chez Seghers et sur Nathalie Sarraute, dans la série des « Classiques du XXe siècle » aux Éditions universitaires.)

## Filmographie
- 1946 : scénario de Le Monde de Paul Delvaux de Henri Storck, 11 minutes, documentaire sur le peintre Paul Delvaux.
- 1958 : réalisation de Paul Klee ou la genèse, 25 minutes, documentaire sur le peintre Paul Klee.
- 1959 : scénario de Franz Hellens ou les documents secrets de Lucien Deroisy, 21 minutes, documentaire sur l'écrivain Franz Hellens.
- 1969 : Les Gommes, coscénariste d'après le roman d'Alain Robbe-Grillet